# Natron
Natron é um software de composição baseada em nó, livre e de código aberto. Foi influenciado pelo software de composição digital, Nuke, a partir do qual sua interface de usuário e muitos dos seus conceitos são derivados.
É considerado uma alternativa ao Adobe After Effects e ao Nuke. Tendo também os recursos dos programas proprietários.